# BINGO PARADE
BINGO PARADE（ビンゴパレード）は、セガ（後のセガ・インタラクティブ）のメダルゲームであり、ビンゴゲームとして2005年に発売された。

## 筐体構造
RETURNを中心に、1から25までの番号が書かれた穴が三重丸状に配置された、すり鉢状のターンテーブルをメインフィールド（抽選機構）とし、当該フィールドを8つのステーション（プレイヤーがゲームに参加するために利用する機器）が囲むように配置されている。
番号の配列は、一番外側に1から10、その一段内側に11から20、さらに一段内側に、21から25の番号が、時計回りで割り当てられている。
ステーションの画面にはカラー液晶モニタを用いている。また、画面部分のアクリル板右上に「BC 3」との印刷が入っているが、これは同様の抽選機構を持つシリーズとしての元祖機種、BINGO CIRCUSの3作品目であるという意味を持つ説が濃厚とされている。
ボールは全部で5球を用い、すべてのボールがRETURNを除くどこかの番号穴に入るとゲームは終了する。

## 遊び方とルール
（この色は、ルール説明をより簡潔にするため利用しています。実際のゲームでは、明確に色が変化します。）
ルールは、基本的には以下の通りである。
1. メダルを投入する。画面中央には、ビンゴカードが表示されている。ビンゴカードの色は、説明の便宜上執筆者が付けたものである。
2. BETボタンを押下し、メダルを賭ける。なお工場出荷時の設定として、エントリーベット（ゲームに参加するために最低限必要な賭けメダル量）は10枚であるため、最初は1BETボタンは点灯しない。
3. 条件が抽選される。もし、結果として表示された条件に満足できない場合は、追加でメダルを賭けることによって、条件を上げるか否かの抽選を受けることが可能である（ただし締め切りまで）。
4. 最低ベットが1枚からの仕様となっている場合、9枚目と10枚目のベットにおいて、斜めラインがそれぞれ1本ずつ有効となるが、当該2本の斜めラインは、配当が2倍として計算される（最低が10枚の仕様となっている場合は、エントリーベット時にすべてのラインが有効になり、当然斜めの2倍も有効である）。
5. ベットが締め切られるとゲームが開始され、3球の玉が盤面に投入される。RETURNされた玉は、文字通り再投入されるため、3球確定するまで投入は行われる。
6. (4)の間、プレイヤーは四隅のそれぞれ4カ所の番号を、ゾーン別に割り当てられたボタンを押下することにより、回転させることができる。上記カード上で黄色のゾーンが対象となる。この回転は、3球確定後、4球目を投入する直前まで行え、移動が不可能になる10秒程度前から、「まもなく移動できなくなります」と、声と画面表示でそれぞれ警告がなされる。
7. 続いて4球目の球が、1個だけ投入される。このときの球の色は、黄か緑である。この球がRETURNとなった場合は、再度球が投入されるが、このときの球の色は常に抽選されるため、先に出た球が黄色であったとしても、RETURN後に投入される球が黄色である保証はない。また逆に、先に出た球が緑色であっても、RETURN後に投入される球が黄色となる場合もある。
8. 4球目が確定すると、5球目の球が1個だけ投入される。このときの球の色は、赤か緑である。この球がRETURNとなった場合の扱いは、4球目と同様である（色はどっちか出るまで分からない）。
9. 5球目が確定するとゲーム終了となり、決定された数字の並び及びパターンにより、あらかじめ決定された配当を受け取ることができる。あまりにも大量である場合は、サテライトが停止し、係員によってメダルの払い出しを受けるよう表示がなされる場合がある。

なお、メダルゲーム機に共通のルールとして、獲得メダルがクレジットにカウントされる（または大量の当選枚数を係員に払いだすよう表示する）時点が「配当の確定」であり、「配当の確定」までに何らかの理由でゲームが停止した場合は、最初にBETを行った枚数が返却されるのみである(店舗により取り扱いが異なる場合もある)から、注意が必要である。

## ボーナスゲージ
本作品では、ボーナスゲームが用意されている。ボーナスゲームとは、メダル無償で参加できる、大量メダル獲得チャンスの一つである（ボーナスゲームについては別項で記述する）。
ボーナスゲームは、ビンゴカード左に表示されている、7つの☆印によるボーナスゲージがすべて点灯すると、その次のゲームで発生する。
ボーナスゲージはゲームの成績によって変化し、その内容は以下の通りである。
1. 当たらなかった場合、1個減る（ただし、フィーチャーのBONUS KEEPが成立した場合は減少しない。また、マイナスにはならない）。
2. 3個並びのビンゴを達成した場合、1個増える（複数箇所達成した場合は、もっとも並びが多い1カ所だけが対象となる）。
3. 4個並びのビンゴを達成した場合、2個増える。
4. 5個並び（パーフェクト）のビンゴを達成した場合、4個増える。
5. 4コーナー（フィーチャーの項参照）を達成した場合、3個増える。
6. JACKPOT（フィーチャーの項参照）を達成した場合、7個増える（＝無条件で突入）。

## フィーチャー
BINGO CIRCUSを諸源とするビンゴマシンでは、プレイヤーに有利（ごくごく一部の例外あり）となるフィーチャーが用意されている。本項ではこれについて説明する。
それぞれのフィーチャーは、点灯（条件がカラー表示）した場合のみ有効であり、点灯しないフィーチャーについては、当該ゲームにおいて無効となる。また、点灯していた場合であっても、成立の見込みがなくなった場合には、「×」表示と共に、直ちに消灯する。
1. POINT KEEP
1,2,3球目が、すべて5の倍数に入らない場合に成立する。効果は、ボーナスゲージの「負けたときに1個減る」を「負けても減らない」に変更することである。成立する可能性は、（20/25*19/24*18/23）=49.56%（おおよそ半分）となっている。
2. ODDS UP
4球目に黄色の球が投入され、これが5の倍数に入った場合に成立する。効果は、事前に抽選された「オッズが1段階アップ」「オッズが2段階アップ」「オッズが2倍」のいずれかである（これらはラインオッズに適用され、4コーナーとJACKPOT、ボーナスゲームにおけるCOLOR BONUSは対象外である）。ただし、オッズ段階を上げることが不可能な状態に陥った場合（例えば、2段階アップが点灯したが、その後抽選によって上から2番目のオッズとなった場合）には、直ちに「オッズが2倍」へと変更される。成立する可能性は、22.7%（POINT KEEPが成立している場合）から、18.18%（POINT KEEPがブレイク、5の倍数に1個入っている）13.63%（5の倍数に2個入っている）9.09%（5の倍数に3個入っている）程度と状況によって幅が出る。
3. COMBI 4
5球目に赤色の球が投入され、これが中心に縦横で隣接する4つの番号（「遊び方とルール」に示したビンゴカードであれば、8,12,14,18の4カ所）に入った場合に成立する。効果は、先に提示した4つの番号がすべて有効となることである。成立する可能性は、最大19%となっているものの、状況次第ではそもそも成立しないことも希に起こりうる。なお当該スポットは全サテライト同一の番号がセットされる。
4. 4 CORNER
カード4隅の番号が有効となった場合に成立する。このフィーチャーは配当のフィーチャーであり、その配当は200枚か500枚（点灯状況により異なる）である。
5. FREE SPOT
中心とその隣接する4つの数字を対象に、ボールが入らずとも有効となるFREE SPOTの抽選が行われる。当選すると、有効となる番号が点灯し、入った状態と見なされるようになる。中心以外ではCOMBI 4の番号とかぶるため、多数成立した場合はCOMBI 4の威力が弱まる場合がある。
6. JACKPOT
動かせない番号を対象に、JACKPOTが設定されている。
対象は二つあり、BET枚数にかかわらずSUPER JACKPOTとなるのが、本記事上部のビンゴカードによれば、3,11,13,15,23の5カ所にボールが入った場合で、もう一つはBET枚数×50倍（計算結果がSJP以上となった場合はSJPのみの表示に変更される）JPは、SJPの5カ所から13（中心）を除いた4カ所である。
なお、SUPER JACKPOTの配当は、工場出荷時標準設定は10,000枚であり、そこにベットの1%が積み増されていく仕組みである。なお、上限はメーカー発表によると30,000枚となっている。

## ボーナスゲーム
ボーナスゲームとは、以下のフィーチャーを装備した特別なゲームである。基本的に無償で挑戦が可能となっているが、COLOR BONUSの配当を向上させたい場合は、BETが必要となっている。
1. COLOR BONUS
フィーチャーの「BONUS KEEP」「ODDS UP」「COMBI 4」が成立していく度に、配当メダルの量が増えていくという仕組みのボーナス。条件が中断されない限り、配当が積み増されていき、最高配当は9,999枚である。
＜中断理由＞
  1. 3球目までにボールが5の倍数に入る
  2. 4球目に緑色の球がポケットに入る
  3. 4球目の黄色い球が、5の倍数以外のポケットに入る
  4. 5球目に緑色の球がポケットに入る
  5. 5球目の赤い球が、「COMBI 4」で指定された赤いポケット以外に入る
2. NEXT GAME
ゲーム開始時に番号が一つ指定され、その番号に球が入賞した場合は、次のゲームもボーナスゲームとなる。
3. SPECIAL GAME
基本的にBONUS KEEPを除く「ODDS UP」「COMBI 4」「4CORNER」はすべて自動で点灯し、かつ「FREE SPOT」も1カ所点灯する。（ただしセンター（13番の位置）はつかない）また、オッズについてはランダムで決定されるものの、そのオッズ自身がスライドアップして通常より高い配当を得られるチャンスに変化する（スライドしたオッズがフィーチャーによりUPした場合は、上がった先のオッズも自動でスライドする）。
また、ボーナスゲーム後の通常ゲームでは、背景色とBGMが変化し、オッズが上がりやすいなどの恩恵を受けやすいゲームということになっている。

## イベントゲーム
イベントゲームとは、ベット締め切り直後に突如として発生する特別なゲームである。条件は非公開。画面上部にあるステーションのランプがルーレットのように明滅し、点灯した座席で参加しているプレイヤーに、オッズが急上昇する等の有利な条件を付して開始されるゲームとなっている（つまり、はずれたプレイヤーには普通のゲームである）。
スーパーオッズ3球ビンゴした時の配当が本来は4球ビンゴした時の配当、4球ビンゴした時の配当が5球ビンゴした時の配当となる。
マックスオッズ3球ビンゴ以上の配当が全て5球ビンゴした時の配当になる。
どちらも、ビンゴが成立すれば高配当を獲得することが出来る。

## テクニック
1. リーチの待ちは21から25
本機はその構造上、もっともRETURN穴に近い場所である21番から25番にボールが入る可能性が若干高いため、あと1つでビンゴ、というような局面では、21から25の番号で待てる場合であれば、その数字で待った方が比較的ビンゴとなる可能性が高くなる。
2. 条件は熟慮せよ
ベットをするごとにオッズもフィーチャーも抽選が行われるため、そこまでにベットしている枚数と、条件の吟味を（短い時間ではあるが）行う必要がある。抽選が開始されれば後はすべて運なので、プレイヤーの判断は番号の回転と条件の折り合いに集約されるのがこのゲームの特徴である。
基本的な考えとして、オッズが上がればフィーチャーは点灯しにくい、フィーチャーが点灯すればオッズは上がりにくい（特にFREE SPOTを得た場合は顕著）ということを理解しておく必要がある。
3. 似たような待ちになるなら斜めを優先
番号の位置関係をみて、同程度の信頼度と思った場合は、斜めラインを優先して待つ形にする。斜めラインはオッズが2倍になるため、大量獲得への足がかりとなる場合が多いからだ(ODDS UPで2倍が成立すると、「2倍の2倍」で配当は4倍になるため、最高オッズでパーフェクトならばJACKPOTに頼らずして10000枚を獲得することも不可能ではない)。当然、斜め待ちにはCOMBI 4が効果を持たない局面が出るため、状況の吟味は慎重に行う必要がある。

## ナビゲーション

### 音声によるナビゲーション
本ゲームには、ゲーム状況を声で知らせるナビゲーション機能がついている。主な機能は以下の通りである。
1. ベットの受付を開始するアナウンス
2. ベットの締め切りを予告するアナウンス、並びにカウントダウン
3. ゲームの進行状況を知らせ（n球目）、特殊フィーチャーが成立したときには当該フィーチャーを宣言するアナウンス
4. カードの番号移動ができなくなる旨の警告アナウンス、並びにカウントダウン
5. ゲーム途中においてビンゴを確定させたステーションに関するアナウンス
6. ゲーム途中においてJACKPOTにリーチをかけたステーションに関するアナウンス
7. ゲーム終了後、最高獲得者を座席番号、枚数の順でアナウンス
8. ボーナスゲームに挑戦中のプレイヤーをアナウンス
9. ランダムで発生するチャンスイベントの進行アナウンス
10. ゲーム終了後、盤面処理中にタイトルコール（「ビンゴパレード！」）をすることがあるが、ランダムで「ビンゴパーティー・スプラッシュ！　な～んちゃって！！」と言うことがある。

なお、ナビゲーションの声には声優の古川登志夫を起用している。
また、ステーション側でベット中にオッズ上昇やフィーチャー点灯、ならびにゲーム中のビンゴで「ゲットー！」や「ビンゴー！」という声をあてているのは声優の永井のあ。
また、起動時及びエラー復旧時には、内部のボールをすべて払い出して色別に分けて収納するために数分の時間を要するが、この期間中にセガの歴代ビンゴゲームの紹介をするナレーションが流れ、プレイ客のイライラを軽減する他に類を見ない仕様となっている。

### ポケットのLED色によるナビゲーション
また、前項とあわせて、本ゲームではRETURNを除く各ポケットにフルカラーLEDが装備されており、色の表示によって当該ポケットにボールが落ちるとどういう事になるのかを教えてくれる。下にある数字の若い方が優先して表示される。
（ただし、初期バージョンではこの仕様は制限されるため注意が必要）
1. 紫色が外側から内側へ吸い込まれるように明滅移動:RETURN BALLが発生したとき
2. 水色:1から3球目においては、POINT KEEPがブレイクするポケット（つまり5の倍数）。あるいは、すでにブレイクした状態（球のないポケットがすべて水色の場合）。
4球目以降においては、誰もBINGOしないか、配当が増大しないポケット。
3. 緑色:POINT KEEPの成立要件となるポケット
玉が出現するときに2回点滅した場合は、4球目あるいは5球目に緑色の玉が出現している旨の表示
4. 黄色（明滅）:ODDS UPが成立するポケット（当然4球目に黄色ボールが出現しているとき限定）
玉が出現するときに2回点滅した場合は、4球目に黄色の玉が出現している旨の表示
5. 赤色（明滅）:COMBI 4が成立するポケット（当然5球目に赤色ボールが出現しているとき限定）
玉が出現するときに2回点滅した場合は、5球目に赤色の玉が出現している旨の表示
6. 濃い紫色（明滅）:ゲーム参加中のプレイヤーのうち、誰か（単一あるいは複数）のJACKPOTが確定となるポケット
7. 青色（明滅）:ゲーム参加中のプレイヤー（単一あるいは複数）にとって、BINGOあるいは確定配当が増大することになるポケット（「確定配当が増大」の例：3並びが4並びになる）

## トラブル
セガ・インタラクティブは2015年9月に、DXタイプとSTDタイプの筐体において液晶モニター電源端子部が溶解している事案が発生していた事を受けて、一部ロットにおいて液晶モニター用電源ハーネスを無償で交換する事を発表した。セガ・ロジスティクスサービスは2015年11月まで対象ロットの液晶モニター用電源ハーネスの無償交換を実施する。